# Mohamed Darmoul
Mohamed Amine Darmoul (4 de febrero de 1998) es un jugador de balonmano tunecino que juega de central en el MT Melsungen. Es internacional con la selección de balonmano de Túnez.
Su primer Mundial con la selección fue el Campeonato Mundial de Balonmano Masculino de 2021.

## Palmarés internacional
| Campeonato Africano | Campeonato Africano | Campeonato Africano | Campeonato Africano |
| Año                 | Lugar               | Medalla             |                     |
| ------------------- | ------------------- | ------------------- | ------------------- |
| 2020                | Túnez               | Medalla de plata    |                     |

## Palmarés en clubes

### ES Sahel
- Liga de Túnez de balonmano (1): 2018
- Copa de Túnez de balonmano (1): 2017
- Recopa de África de balonmano (1): 2019

## Clubes
| Club           | País     | Año         |
| -------------- | -------- | ----------- |
| ES Sahel       | Túnez    | 2016 - 2021 |
| TSV GWD Minden | Alemania | 2021 - 2024 |
| Al Arabi       | Catar    | 2024        |
| MT Melsungen   | Alemania | 2024 - Act. |